# Raná (Ústí nad Labem)
Raná é uma comuna checa localizada na região de Ústí nad Labem, distrito de Louny.